# FN:s råd för mänskliga rättigheter

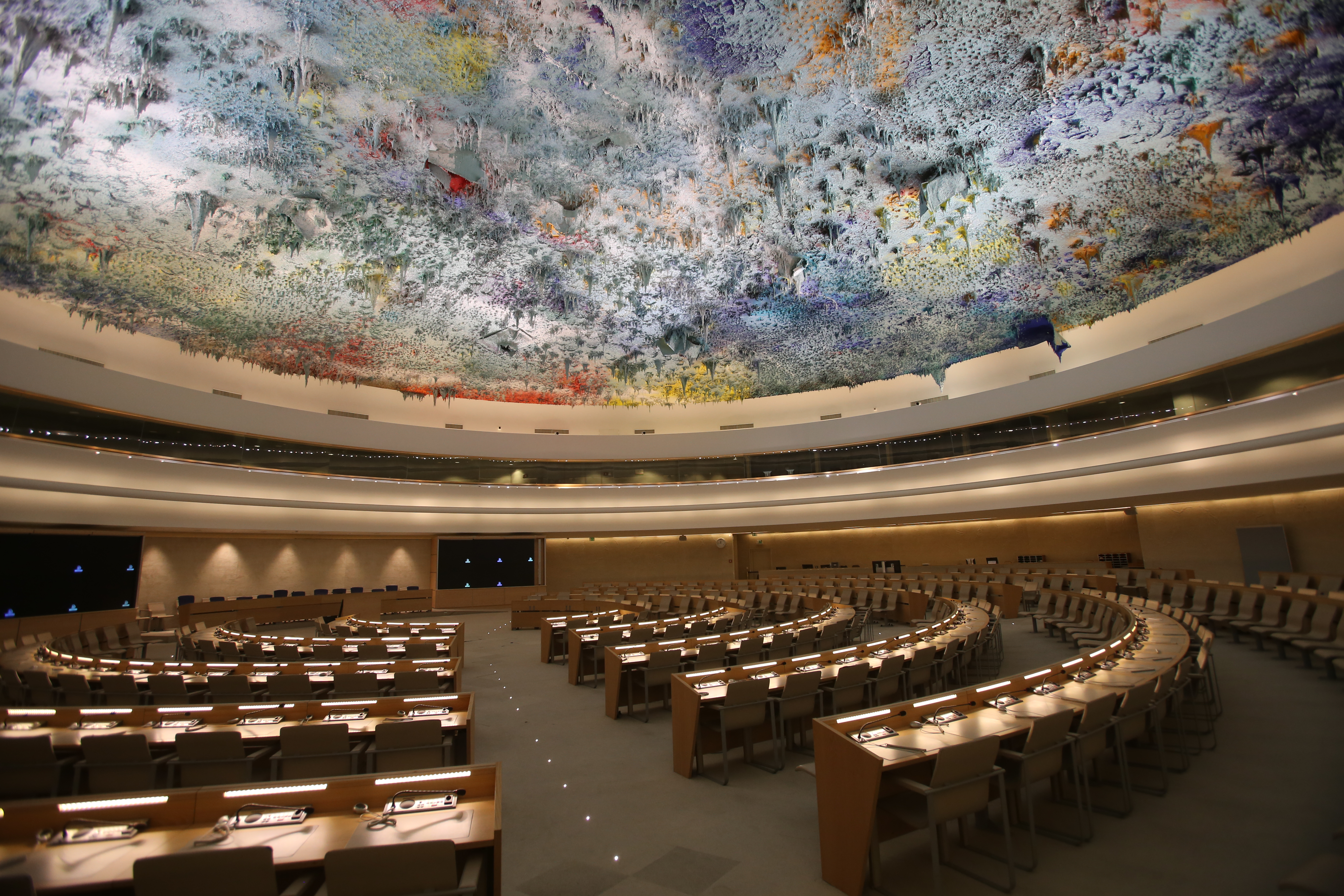
United Nations Human Rights Council.

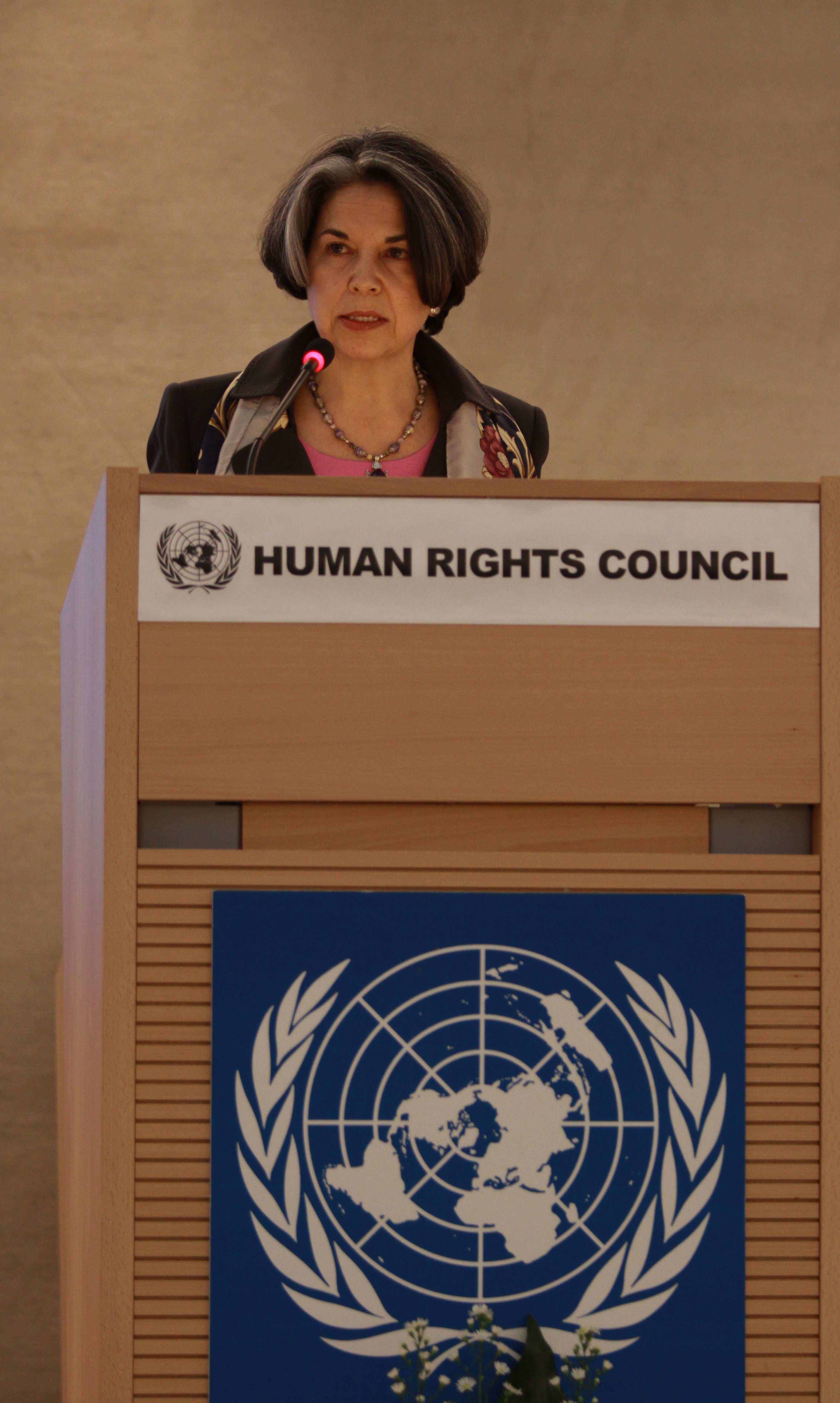

Förenta nationernas råd för mänskliga rättigheter (engelska: United Nations Human Rights Council, UNHRC) är en internationell organisation under Förenta nationerna som har till uppgift att ta upp frågor om brott mot de mänskliga rättigheterna, och är en av tio organisation inom FN som arbetar med mänskliga rättigheter.
Granskningen av mänskliga rättigheter sköts av individer, så kallade specialrapportörer, och arbetsgrupper. För att skapa oberoende är dessa oavlönade.
President för rådet under 2021 är Nazhat Shameem.

## Tillkomsten av organisationen
Organisationen har övertagit Förenta nationernas kommission för mänskliga rättigheters roll, eftersom den tidigare organisationen ofta kritiserades för att inkludera stater som inte kunde garantera mänskliga rättigheter för sina egna medborgare, något som även rådet har kommit att kritiseras för (rådsmedlemmar innefattar bland andra; Kuba, Venezuela, Kina och Saudiarabien) .
15 mars 2006 röstade Förenta nationernas generalförsamling med stor majoritet för skapandet av den nya organisationen. Den fick medhåll av 170 medlemmar av de 190 nationerna. USA, Marshallöarna, Palau och Israel röstade mot förslaget, med motiveringen att organisationen skulle ha för lite styrka och att det fanns för få garantier för att hindra att nationer som bröt mot de mänskliga rättigheterna skulle kunna ta över kontrollen. Belarus, Iran och Venezuela avstod från att rösta (7 länder var frånvarande).
USA valde att lämna rådet mot bakgrund av detta, från och med den 19 juni 2018, och ersattes av Island.

## Kritik mot rådet

### Repressiva regimer som är medlemmar i rådet
FN:s medlemsstater har enats om att prioritera kandidater (till Rådet) som bidrar till främjandet av och respekten för mänskliga rättigheter. Det är även EU:s hållning. Verkligheten ger en helt annan bild.
Några av medlemsländerna i rådet är bland andra Kina, Ryssland, Kuba, Libyen och Saudiarabien, länder som av det ideella men nederländskt-amerikanskt finansierade institutet Freedom House klassas som några av världens mest repressiva regimer. De är också lågt rankade av den ideella tyska organisationen Transparency International, the Economist Intelligence Unit som rankar demokratiindex samt det demokratiforskarbaserade Polity IV-institutet.
2011 publicerades dock en rapport som granskade övergrepp mot HBTQ-personer i världen, och rekommenderade medlemsländerna att avkriminalisera homosexualitet och utreda alla misstänkta hatbrott mot homosexuella. 

### Rådets granskning av yttrandefrihet
Rådet åtog sig en ny uppgift den 28 mars 2008 när man förelade sina specialrapportörer att "rapportera om fall där missbruk av yttrandefriheten innebär en rasligt eller religiöst diskriminerande handling". Detta skedde på förslag av Egypten och Pakistan och godkändes med rösterna 27 mot 15 med tre nedlagda röster, som ett tillägg till den resolution som skulle förlänga rapportörens mandat. Den Muslimska världen, liksom Ryssland, Kina och Kuba, stödde förslaget, medan bland annat Kanada och Indien kraftigt motsatte sig tillägget. Som ett resultat kom över 20 av de ursprungliga undertecknarna av resolutionen om mandatförlängning att dra tillbaka sitt stöd för denna. Slutligen godkändes det modifierade förslaget om förlängningen av mandatet med 32 för, ingen emot, men 15 nedlagda röster.
Utanför FN kritiserades rapportörens nya uppgift av organisationer som Reportrar utan gränser, Human Rights Watch och the International Humanist and Ethical Union, som är eniga om att det innebär ett hot mot yttrandefriheten.

### Positiv beskrivning av mänskliga rättigheter i diktaturens Libyen
I mars 2011 stoppades i sista stund en rapport som i positiva ordalag beskrev situationen för demokrati och mänskliga rättigheter i Libyen under Muammar al-Gaddafi. Länderna som drev på för att rapporten skulle godkännas var Algeriet, Qatar, Saudiarabien, Syrien, Nordkorea, Pakistan, Burma och Palestina*.
(*Palestina är inte ett av FN erkänt land, men har observatörsstatus)

### Ensidigt fokus på Israel
Israel är det enda land som rådet har fördömt. Fram till 24 januari 2008 har rådet fördömt Israel 15 gånger. I april 2007 hade rådet fattat nio resolutioner som fördömde Israel, under samma period som exempelvis Sudan begått folkmord i Darfur, Fidel Castros Kuba tagit nya dissidenter och Chávez inskränkt yttrandefriheten i Venezuela, samt politiska mord begåtts av Robert Mugabe.
Den 30 juni 2006 röstade rådet för att göra en översyn över påstådda människorättsöverträdelse begångna av Israel till det enda permanenta inslaget för rådets alla möten. Rådets specielle rapportör avseende detta ärende är rådets ende expert utan tidsgräns.
Ensidigheten har varit så stor att till och med FN:s generalsekreterare Ban Ki-Moon reagerade: den 20 juni 2007 uttalade denne att: "Generalsekreteraren är besviken över rådets beslut att välja ut en enda regional fråga att behandla, givet den omfattning som mänskliga rättigheter kränks i världen."